# Крайня Порубка
Крайня Порубка (словац. Krajná Porúbka) — село в Словаччині, Свидницькому окрузі Пряшівського краю. Розташоване в північно-східній частині Словаччини в північній частині Низьких Бескидів біля кордону з Польщею.
Уперше згадується у 1582 році.

## Пам'ятки
У селі є православна церква Різдва Пресвятої Богородиці з 20 століття у візантійському стилі, збудована на місці старішої дерев'яної церкви, яка згоріла.

## Населення
| Рік:            | 1993 | 2003    | 2013    | 2023     |
| --------------- | ---- | ------- | ------- | -------- |
| Кількість осіб: | 62   | 56      | 54      | 33       |
| Різниця:        |      | -9,67 % | -3,57 % | -38,88 % |

| Рік:            | 2022 | 2023 |
| --------------- | ---- | ---- |
| Кількість осіб: | 33   | 33   |
| Різниця:        |      | +0 % |

В селі проживає 54 осіб.
Національний склад населення (за даними останнього перепису населення — 2001 року):
- русини — 68,97 %
- словаки — 29,31 %
- угорці — 1,72 %

Склад населення за приналежністю до релігії станом на 2001 рік:
- православні — 84,48 %,
- римо-католики — 12,07 %,
- греко-католики — 1,72 %,